# Línea 1 (Urbanos de Valdemoro)
La línea 1 de la red de autobuses urbanos de Valdemoro une de manera circular la estación de tren con el ambulatorio.

## Características
Esta línea une la estación de Valdemoro con el ambulatorio de forma circular, circunvalando la ciudad en sentido antihorario.
La línea circula exclusivamente por el término municipal de Valdemoro. Como bien se expresa en la numeración interna del CRTM, recibe el número 1161. El primer dígito corresponde a la línea, en este caso la línea 1. Y los últimos tres dígitos corresponden al municipio por el que circula, en este caso 161 corresponde al municipio de Valdemoro.
La línea no mantiene los mismos horarios todo el año, desde el 1 de julio al 31 de agosto se reducen el número de expediciones, además de los días excepcionales vísperas de festivo y festivos de Navidad en los que los horarios también cambian y se reducen.
Está operada por AISA mediante la concesión administrativa URCM-161 - Urbano de Valdemoro (Urbanos Comunidad de Madrid) del Consorcio Regional de Transportes de Madrid.

## Horarios

### 1 septiembre - 30 junio
| Lunes a viernes laborables                           |                   |                   |                   |           |                    |                    |                    |                    |                    |                    |                    |                    |                    |                    |                    |        |       |       |       |
| Valdemoro L1 Circular: FF.CC. - Ambulatorio - FF.CC. |                   |                   |                   |           |                    |                    |                    |                    |                    |                    |                    |                    |                    |                    |                    |        |       |       |       |
| 05                                                   | 06                | 07                | 08                | 09        | 10                 | 11                 | 12                 | 13                 | 14                 | 15                 | 16                 | 17                 | 18                 | 19                 | 20                 | 21     | 22    | 23    | 00    |
| 00 20 30 40 50                                       | 00 10 20 30 40 50 | 00 10 20 30 40 50 | 00 10 20 30 40 50 | 00 15 ... | cada 12-15 minutos | cada 12-15 minutos | cada 12-15 minutos | cada 12-15 minutos | cada 12-15 minutos | cada 12-15 minutos | cada 12-15 minutos | cada 12-15 minutos | cada 12-15 minutos | cada 12-15 minutos | cada 12-15 minutos | ... 30 | 00 30 | 00 30 | 00 30 |
| Sábados laborables                                   |                   |                   |                   |           |                    |                    |                    |                    |                    |                    |                    |                    |                    |                    |                    |        |       |       |       |
| Valdemoro L1 Circular: FF.CC. - Ambulatorio - FF.CC. |                   |                   |                   |           |                    |                    |                    |                    |                    |                    |                    |                    |                    |                    |                    |        |       |       |       |
| 05                                                   | 06                | 07                | 08                | 09        | 10                 | 11                 | 12                 | 13                 | 14                 | 15                 | 16                 | 17                 | 18                 | 19                 | 20                 | 21     | 22    | 23    | 00    |
| 45                                                   | 15 45             | 15 45             | 15 45             | 15 45     | 15 45              | 15 45              | 15 45              | 15 45              | 15 45              | 15 45              | 15 45              | 15 45              | 15 45              | 15 45              | 15 45              | 15 45  | 15 45 |       |       |
| Domingos y festivos                                  |                   |                   |                   |           |                    |                    |                    |                    |                    |                    |                    |                    |                    |                    |                    |        |       |       |       |
| Valdemoro L1 Circular: FF.CC. - Ambulatorio - FF.CC. |                   |                   |                   |           |                    |                    |                    |                    |                    |                    |                    |                    |                    |                    |                    |        |       |       |       |
| 05                                                   | 06                | 07                | 08                | 09        | 10                 | 11                 | 12                 | 13                 | 14                 | 15                 | 16                 | 17                 | 18                 | 19                 | 20                 | 21     | 22    | 23    | 00    |
|                                                      | 45                | 15 45             | 15 45             | 15 45     | 15 45              | 15 45              | 15 45              | 15 45              | 15 45              | 15 45              | 15 45              | 15 45              | 15 45              | 15 45              | 15 45              | 15 45  | 15 45 | 15 45 |       |

### 1 julio - 31 agosto
| Lunes a viernes laborables                           |             |             |             |             |             |             |             |             |             |             |             |             |             |             |             |             |       |       |       |
| Valdemoro L1 Circular: FF.CC. - Ambulatorio - FF.CC. |             |             |             |             |             |             |             |             |             |             |             |             |             |             |             |             |       |       |       |
| 05                                                   | 06          | 07          | 08          | 09          | 10          | 11          | 12          | 13          | 14          | 15          | 16          | 17          | 18          | 19          | 20          | 21          | 22    | 23    | 00    |
| 15 30 45                                             | 00 15 30 45 | 00 15 30 45 | 00 15 30 45 | 00 15 30 45 | 00 15 30 45 | 00 15 30 45 | 00 15 30 45 | 00 15 30 45 | 00 15 30 45 | 00 15 30 45 | 00 15 30 45 | 00 15 30 45 | 00 15 30 45 | 00 15 30 45 | 00 15 30 45 | 00 15 30 45 | 00 30 | 00 30 | 00 30 |
| Sábados laborables                                   |             |             |             |             |             |             |             |             |             |             |             |             |             |             |             |             |       |       |       |
| Valdemoro L1 Circular: FF.CC. - Ambulatorio - FF.CC. |             |             |             |             |             |             |             |             |             |             |             |             |             |             |             |             |       |       |       |
| 05                                                   | 06          | 07          | 08          | 09          | 10          | 11          | 12          | 13          | 14          | 15          | 16          | 17          | 18          | 19          | 20          | 21          | 22    | 23    | 00    |
|                                                      | 15 45       | 15 45       | 15 45       | 15 45       | 15 45       | 15 45       | 15 45       | 15 45       | 15 45       | 15 45       | 15 45       | 15 45       | 15 45       | 15 45       | 15 45       | 15 45       | 15 45 |       |       |
| Domingos y festivos                                  |             |             |             |             |             |             |             |             |             |             |             |             |             |             |             |             |       |       |       |
| Valdemoro L1 Circular: FF.CC. - Ambulatorio - FF.CC. |             |             |             |             |             |             |             |             |             |             |             |             |             |             |             |             |       |       |       |
| 05                                                   | 06          | 07          | 08          | 09          | 10          | 11          | 12          | 13          | 14          | 15          | 16          | 17          | 18          | 19          | 20          | 21          | 22    | 23    | 00    |
|                                                      |             | 15 45       | 15 45       | 15 45       | 15 45       | 15 45       | 15 45       | 15 45       | 15 45       | 15 45       | 15 45       | 15 45       | 15 45       | 15 45       | 15 45       | 15 45       | 15 45 | 15 45 |       |

Paso por la avenida de España aproximadamente 12 minutos después de su salida de la estación de tren. Duración del recorrido circular completo aproximadamente 30 minutos.

## Recorrido y paradas
| Código | Parada                               | Común con     | Conexión con Cercanías |
| --- | ------------------------------------ | ------------- | ---------------------- |
| 09155 | P.º Estación - Est. Valdemoro        | 2 4 5 6 7     | Valdemoro              |
| 19437 | P.º Estación - Tenerife              | 2 4 5 6 7     |                        |
| 19438 | P.º Estación - Alberiza              | 2 5 6 7 SE    |                        |
| 10758 | Av. Andalucía - P.º de la Estación   | 3 7           |                        |
| 07993 | San Vicente de Paúl - Doctor Fleming | 422 428       |                        |
| 07994 | San Vicente de Paúl - Tenerías       | 422 428 3     |                        |
| 07997 | Río Manzanares - Plaza de Toros      |               |                        |
| 10760 | Pío Baroja - Centro de Salud         |               |                        |
| 10761 | Parla - Vicente Aleixandre           | 422 3         |                        |
| La hora de paso por esta parada es aproximadamente 12 minutos después de salir de la estación de Valdemoro |                                      |               |                        |
| 16334 | Av. España - Libertad                | 422 425 428 7 |                        |
| 15843 | Cuba - Colegio                       |               |                        |
| 07999 | Libertad - Ronda Comunicación        |               |                        |
| 07998 | Libertad - Herencia                  |               |                        |
| 11833 | Herencia - Instituto                 |               |                        |
| 11834 | Luis Planelles - Seseña              | 3             |                        |
| 09150 | Pza. Monjas - Luis Planelles         | 3             |                        |
| 11035 | Estribo - Av. Andalucía              | 3             |                        |
| 10762 | Av. Andalucía - P.º de la Estación   | 2 5 6 SE      |                        |
| 19439 | P.º Estación - Alberiza              | 2 4 5 6 7 SE  |                        |
| 10765 | P.º Estación - Ibiza                 | 2 4 5 6 7     |                        |
| 09155 | P.º Estación - Est. Valdemoro        | 2 4 5 6 7     | Valdemoro              |